# Gueugnon
Gueugnon /gø'ɲõ/ è un comune francese di 7 930 abitanti situato nel dipartimento della Saona e Loira nella regione della Borgogna-Franca Contea.

## Società

### Evoluzione demografica
Abitanti censiti